# هال غولدمان
هال غولدمان (بالإنجليزية: Hal Goldman)‏ هو كاتب سيناريو أمريكي، ولد في 5 ديسمبر 1919 في سانت بول في الولايات المتحدة، وتوفي في 27 يونيو 2001.

## وصلات خارجية
- هال غولدمان على موقع IMDb (الإنجليزية)
- هال غولدمان على موقع أول موفي (الإنجليزية)
- هال غولدمان على موقع قاعدة بيانات الفيلم (الإنجليزية)
- هال غولدمان على موقع كينوبويسك (الروسية)